# Suisse aux Jeux olympiques d'hiver de 2010
Cet article contient des informations sur la participation et les résultats de la Suisse aux Jeux olympiques d'hiver de 2010 à Vancouver au Canada.
Lors de ces Jeux olympiques d'hiver de 2010, 146 athlètes ont représenté la Suisse à Vancouver du 12 au 28 février.

## Cérémonies d'ouverture et de clôture

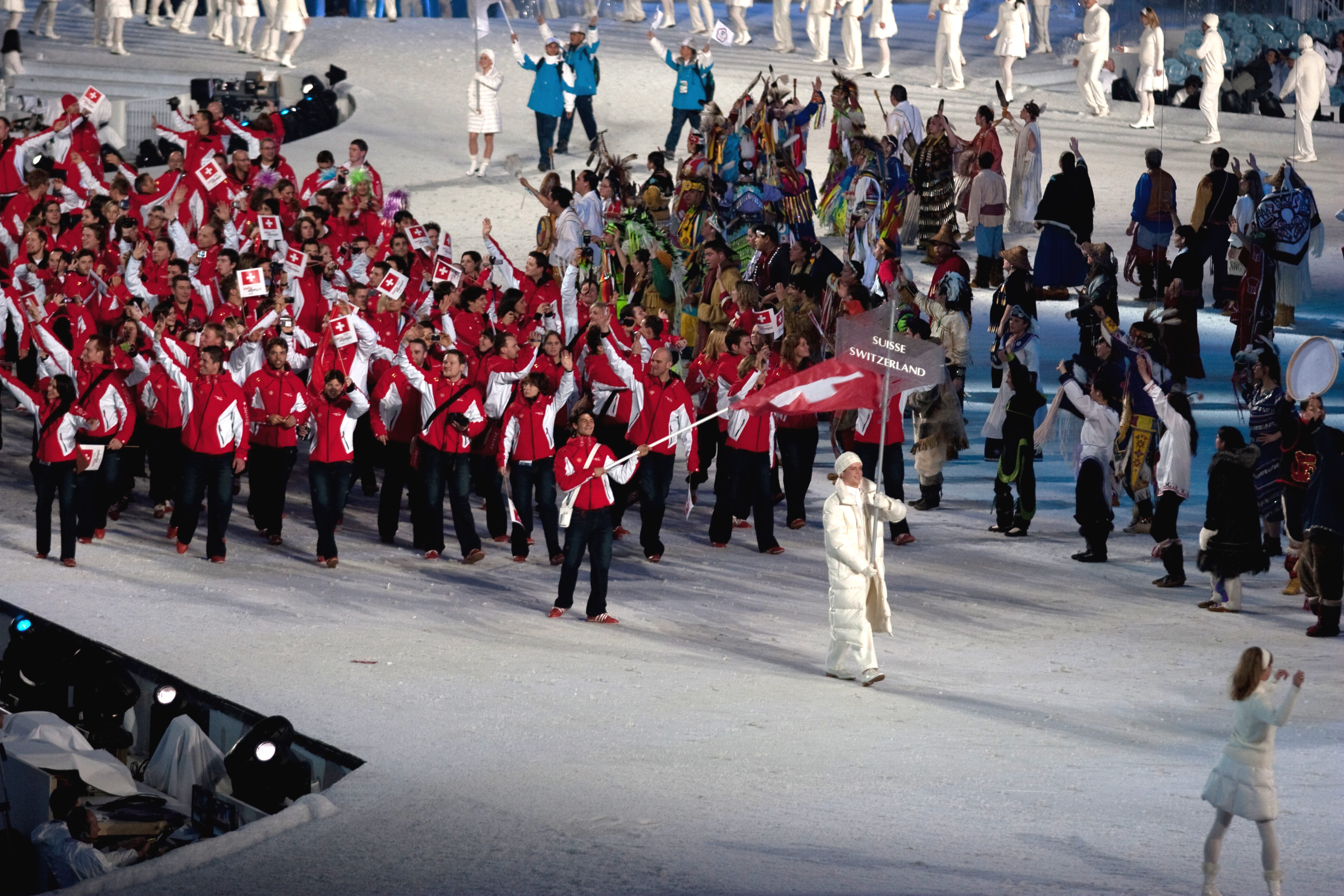
Entrée de la délégation suisse lors de la cérémonie d'ouverture.

Comme cela est de coutume, la Grèce, berceau des Jeux olympiques, ouvre le défilé des nations, tandis que le Canada, en tant que pays organisateur, ferme la marche. Les autres pays défilent par ordre alphabétique. La Suisse est la 75e des 82 délégations à entrer dans le BC Place Stadium de Vancouver au cours du défilé des nations durant la cérémonie d'ouverture, après la Suède et avant Taipei Chinois. Cette cérémonie est dédiée au lugeur géorgien Nodar Kumaritashvili, mort la veille après une sortie de piste durant un entraînement. Le porte-drapeau du pays est le patineur Stéphane Lambiel, médaillé d'argent aux Jeux de Turin en 2006.
Lors de la cérémonie de clôture qui se déroule également au BC Place Stadium, les porte-drapeaux des différentes délégations entrent ensemble dans le stade olympique et forment un cercle autour du chaudron abritant la flamme olympique. Le drapeau suisse est alors porté par le fondeur Dario Cologna, qui a remporté l'épreuve du 15 km libre lors de ces Jeux.

## Médailles

### Or
| Sport              | Discipline                | Sportifs       | Performance       |
| Médailles d'or : 6 |                           |                |                   |
| Saut à ski         | Petit Tremplin Individuel | Simon Ammann   | 276,5 points      |
| Ski alpin          | Descente hommes           | Didier Défago  | 1 min 54 s 31     |
| Ski de fond        | 15 km libre hommes        | Dario Cologna  | 33 min 36 s 3     |
| Saut à ski         | Grand Tremplin Individuel | Simon Ammann   | 283,6 points      |
| Ski acrobatique    | Ski cross hommes          | Michael Schmid | Première position |
| Ski alpin          | Slalom Géant hommes       | Carlo Janka    | 2 min 37 s 83     |

### Argent
| Sport                  | Discipline | Sportifs | Performance |
| Médailles d'argent : 0 |            |          |             |

### Bronze
| Sport                   | Discipline            | Sportifs                                                         | Performance   |
| Médailles de bronze : 3 |                       |                                                                  |               |
| Snowboard               | Cross femmes          | Olivia Nobs                                                      | 3e position   |
| Ski alpin               | Super-combiné hommes  | Silvan Zurbriggen                                                | 2 min 45 s 32 |
| Curling                 | Compétition masculine | Ralph Stöckli Jan Hauser Markus Eggler Simon Strübin Toni Müller | 3e place      |

## Engagés par sport

### Ski alpin

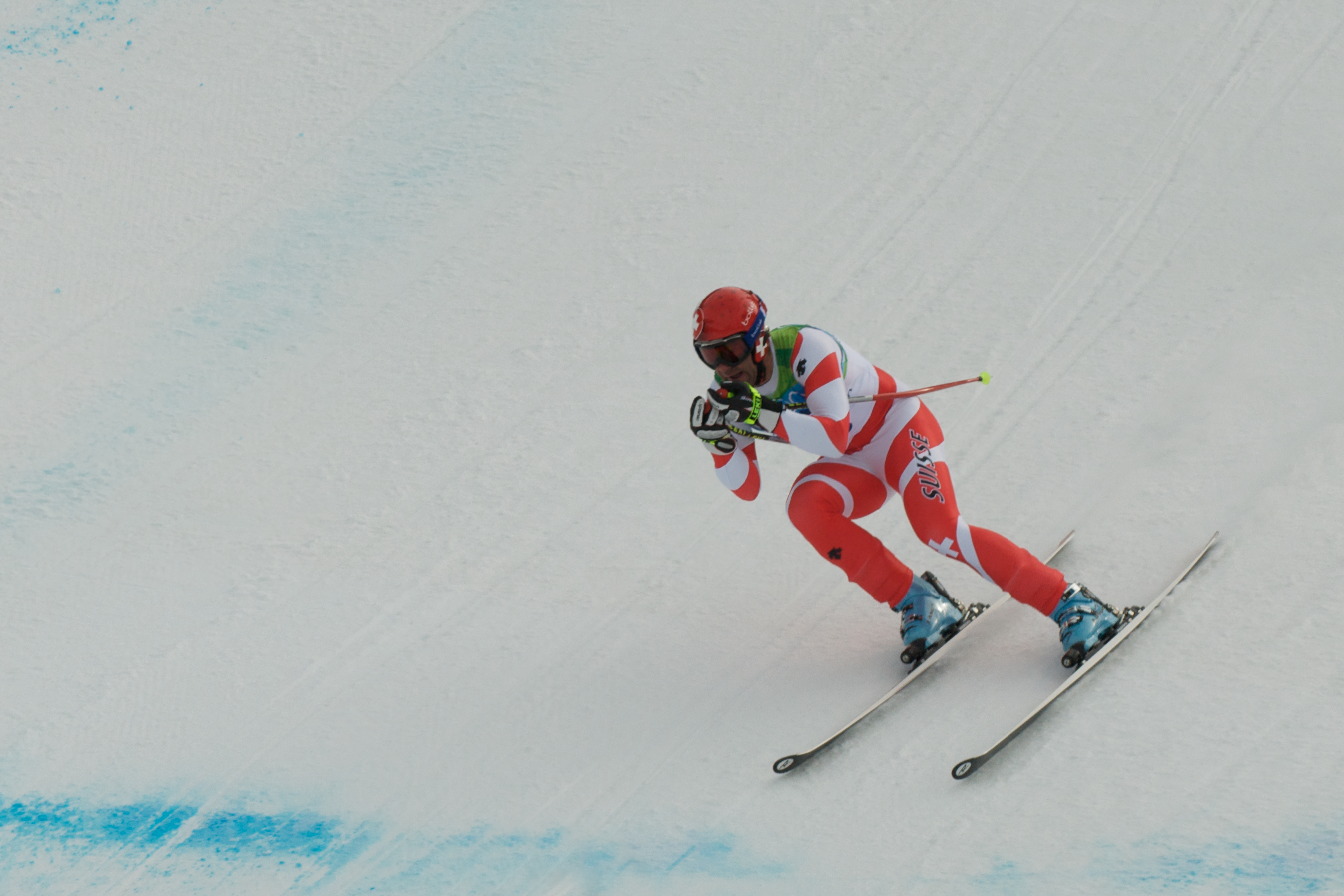
Didier Défago aux Jeux olympiques de Vancouver

Hommes
| Athlète             | Épreuve       | Manche 1               | Manche 2      | Total         | Rang               |
| ------------------- | ------------- | ---------------------- | ------------- | ------------- | ------------------ |
| Marc Berthod        | Slalom géant  | 1 min 19 s 00          | 1 min 23 s 10 | 2 min 42 s 10 | 29                 |
| Didier Cuche        | Descente      | 1 min 54 s 67          |               |               | 6                  |
| Didier Cuche        | Super-G       | 1 min 31 s 06          |               |               | 10                 |
| Didier Cuche        | Slalom géant  | 1 min 18 s 75          | 1 min 20 s 70 | 2 min 39 s 45 | 14                 |
| Didier Défago       | Descente      | 1 min 54 s 31          |               |               | Médaille d'or      |
| Didier Défago       | Super-G       | 1 min 31 s 43          |               |               | 15                 |
| Didier Défago       | Super-combiné | Descente 1 min 53 s 69 | DNF           | DNF           | DNF                |
| Tobias Grünenfelder | Super-G       | 1 min 30 s 90          |               |               | 9                  |
| Ambrosi Hoffmann    | Descente      | 1 min 56 s 04          |               |               | 23                 |
| Carlo Janka         | Descente      | 1 min 55 s 02          |               |               | 11                 |
| Carlo Janka         | Super-G       | 1 min 30 s 83          |               |               | 8                  |
| Carlo Janka         | Super-combiné | Descente 1 min 53 s 65 | Slalom 51,89  | 2 min 45 s 54 | 4                  |
| Carlo Janka         | Slalom géant  | 1 min 17 s 27          | 1 min 20 s 56 | 2 min 37 s 83 | Médaille d'or      |
| Sandro Viletta      | Super combiné | Descente 1 min 55 s 72 | Slalom 52,47  | 2 min 48 s 19 | 14                 |
| Sandro Viletta      | Slalom géant  | 1 min 18 s 37          | 1 min 21 s 17 | 2 min 39 s 54 | 15                 |
| Silvan Zurbriggen   | Super-combiné | Descente 1 min 53 s 88 | Slalom 51,44  | 2 min 45 s 32 | Médaille de bronze |

Femmes
| Athlete         | Épreuve       | Manche 1               | Manche2       | Total         | Rang |
| --------------- | ------------- | ---------------------- | ------------- | ------------- | ---- |
| Andrea Dettling | Super-combiné | Descente 1 min 26 s 28 | Slalom 48,16  | 2 min 14 s 44 | 23   |
| Andrea Dettling | Super-G       | 1 min 22 s 03          |               |               | 12   |
| Andrea Dettling | Slalom géant  | DNF                    | DNF           | DNF           | DNF  |
| Dominique Gisin | Descente      | DNF                    | DNF           | DNF           | DNF  |
| Nadja Kamer     | Super-combiné | DNF                    | DNF           | DNF           | DNF  |
| Nadja Kamer     | Descente      | 1 min 48 s 14          |               |               | 19   |
| Nadja Kamer     | Super-G       | DNF                    | DNF           | DNF           | DNF  |
| Fabienne Suter  | Super-combiné | Descente 1 min 25 s 29 | Slalom 45,56  | 2 min 10 s 85 | 6    |
| Fabienne Suter  | Descente      | 1 min 46 s 17          |               |               | 5    |
| Fabienne Suter  | Super-G       | 1 min 22 s 16          |               |               | 13   |
| Fabienne Suter  | Slalom géant  | 1 min 15 s 97          | 1 min 11 s 55 | 2 min 27 s 52 | 4    |
| Nadia Styger    | Descente      | 1 min 47 s 22          |               |               | 12   |
| Nadia Styger    | Super-G       | 1 min 21 s 25          |               |               | 6    |

Hommes par équipe
| Nom          | Naissance      | Date de naissance | Taille          | Poids           |
| ------------ | -------------- | ----------------- | --------------- | --------------- |
| Marc Berthod | St. Moritz, GR | 24 novembre 1983  | 180 cm (5' 10") | 85 kg (187 lbs) |
| Marc Gini    | Valbella, GR   | 8 novembre 1984   | 183 cm (6' 0")  | 81 kg (179 lbs) |
| Patrick Küng | Obstalden, GL  | 11 janvier 1984   |                 |                 |

### Ski nordique

#### Biathlon
| Athlète            | Épreuve                    | Temps         | Rang |
| ------------------ | -------------------------- | ------------- | ---- |
| Selina Gasparin    | Sprint 7,5 km femmes       | 22 min 23 s 4 | 56   |
| Selina Gasparin    | Poursuite 10 km femmes     | 35 min 53 s 5 | 48   |
| Selina Gasparin    | 15 km femmes               | 45 min 23 s 6 | 40   |
| Claudio Böckli     |                            |               |      |
| Thomas Frei        | Sprint 10 km hommes        | 25 min 36 s 9 | 13   |
| Thomas Frei        | Poursuite 12,5 km hommes   | 34 min 56 s 4 | 12   |
| Thomas Frei        | 20 km hommes               | 51 min 03 s 4 | 16   |
| Thomas Frei        | Départ groupé 15 km hommes | 37 min 12 s 9 | 24   |
| Simon Hallenbarter | Sprint 10 km hommes        | 25 min 48 s 3 | 16   |
| Simon Hallenbarter | Poursuite 12,5 km hommes   | 37 min 07 s 9 | 43   |
| Simon Hallenbarter | 20 km hommes               | 53 min 18 s 4 | 43   |
| Matthias Simmen    | Sprint 10 km hommes        | 26 min 11 s 5 | 26   |
| Matthias Simmen    | Poursuite 12,5 km hommes   | 35 min 55 s 0 | 28   |
| Matthias Simmen    | 20 km hommes               | 53 min 05 s 7 | 39   |
| Benjamin Weger     | Sprint 10 km hommes        | 27 min 43 s 6 | 69   |
| Benjamin Weger     | 20 km hommes               | 54 min 20 s 3 | 55   |

#### Ski de fond
Hommes
| Athlète                           | Épreuve           | Qualifications | Qualifications | 1/4 finales  | 1/4 finales  | 1/2 finales   | 1/2 finales  | Finale            | Finale        |
| Athlète                           | Épreuve           | Temps          | Rang           | Temps        | Rang         | Temps         | Rang         | Temps             | Rang          |
| --------------------------------- | ----------------- | -------------- | -------------- | ------------ | ------------ | ------------- | ------------ | ----------------- | ------------- |
| Dario Cologna                     | 15 km libre       |                |                |              |              |               |              | 33 min 63 s 3     | Médaille d'or |
| Dario Cologna                     | Poursuite 30 km   |                |                |              |              |               |              | 1 h 16 min 12 s 2 | 13            |
| Christoph Eigenmann               | Sprint            | 3 min 42 s 18  | 34             | Non qualifié | Non qualifié | Non qualifié  | Non qualifié | Non qualifié      | Non qualifié  |
| Remo Fischer                      | 15 km libre       |                |                |              |              |               |              | 34 min 51 s 1     | 15            |
| Remo Fischer                      | Poursuite 30 km   |                |                |              |              |               |              | 1 h 22 min 52 s 1 | 44            |
| Valerio Leccardi                  | Sprint            | 3 min 42 s 84  | 38             | Non qualifié | Non qualifié | Non qualifié  | Non qualifié | Non qualifié      | Non qualifié  |
| Toni Livers                       | 15 km libre       |                |                |              |              |               |              | 34 min 43 s 3     | 12            |
| Toni Livers                       | Poursuite 30 km   |                |                |              |              |               |              | 1 h 17 min 26 s 0 | 22            |
| Curdin Perl                       | 15 km libre       |                |                |              |              |               |              | 34 min 51 s 8     | 17            |
| Curdin Perl                       | Poursuite 30 km   |                |                |              |              |               |              | 1 h 17 min 05 s 0 | 20            |
| Eligius Tambornino                | Sprint            | 3 min 48 s 33  | 49             | Non qualifié | Non qualifié | Non qualifié  | Non qualifié | Non qualifié      | Non qualifié  |
| Peter von Allmen                  | Sprint            | 3 min 46 s 16  | 43             | Non qualifié | Non qualifié | Non qualifié  | Non qualifié | Non qualifié      | Non qualifié  |
| Dario Cologna, Eligius Tambornino | Sprint par équipe |                |                |              |              | 18 min 54 s 6 | 6            | Non qualifié      | Non qualifié  |

Femmes
| Athlète                        | Épreuve           | Qualifications | Qualifications | 1/4 finales  | 1/4 finales | 1/2 finales   | 1/2 finales   | Finale        | Finale        |
| Athlète                        | Épreuve           | Temps          | Rang           | Temps        | Rang        | Temps         | Rang          | Temps         | Rang          |
| ------------------------------ | ----------------- | -------------- | -------------- | ------------ | ----------- | ------------- | ------------- | ------------- | ------------- |
| Laurence Rochat                |                   |                |                |              |             |               |               |               |               |
| Doris Trachsel                 | Sprint            | 3 min 50 s 85  | 30 Q           | 3 min 44 s 7 | 6           | Non qualifiée | Non qualifiée | Non qualifiée | Non qualifiée |
| Silvana Bucher, Bettina Gruber | Sprint par équipe |                |                |              |             | 20 min 04 s 6 | 9             | Non qualifiée | Non qualifiée |

#### Combiné nordique
| Athlète         | Épreuve                       | Saut (distance) | Saut (score) | Rang | Ski de fond (temps) | Total | Rang |
| --------------- | ----------------------------- | --------------- | ------------ | ---- | ------------------- | ----- | ---- |
| Ronny Heer      | Individuel au tremplin normal | 97,0            | 116,5        | 21   | 25 min 09 s 2       |       | 11   |
| Tim Hug         | Individuel au tremplin normal | 93,5            | 108,0        | 36   | 26 min 04 s 1       |       | 35   |
| Seppi Hurschler | Individuel au tremplin normal | 94,0            | 109,0        | 34   | 25 min 40 s 6       |       | 29   |
| Tommy Schmid    | Individuel au tremplin normal | 96,5            | 115,0        | 26   | 27 min 38 s 5       |       | 40   |

### Patinage

#### Patinage artistique
| Athlète(s)                   | Épreuve           | PC     | PC   | PL     | PL   | Total  | Total |
| Athlète(s)                   | Épreuve           | Points | Rang | Points | Rang | Points | Rang  |
| ---------------------------- | ----------------- | ------ | ---- | ------ | ---- | ------ | ----- |
| Stéphane Lambiel             | Individuel hommes | 84,63  | 5    | 162,09 | 3    | 246,72 | 4     |
| Sarah Meier                  | Individuel femmes | 56,70  | 15   | 96,11  | 14   | 152,81 | 15    |
| Anaïs Morand, Antoine Dorsaz | Couples           | 55,34  | 13   | 89,08  | 17   | 144,42 | 15    |

#### Patinage de vitesse
| Athlète         | Épreuve | Finale        | Finale |
| Athlète         | Épreuve | Temps         | Rang   |
| --------------- | ------- | ------------- | ------ |
| Roger Schneider | 5000 m  | 6 min 39 s 29 | 24     |

### Autres

#### Bobsleigh
Bob à deux masculin
| Bob     | Athlètes (pilote listé en premier) | Manche 1       | Manche 1 | Manche 2       | Manche 2 | Manche 3       | Manche 3 | Manche 4       | Manche 4 | Total         | Total |
| Bob     | Athlètes (pilote listé en premier) | Temps          | Rang     | Temps          | Rang     | Temps          | Rang     | Temps          | Rang     | Temps         | Rang  |
| ------- | ---------------------------------- | -------------- | -------- | -------------- | -------- | -------------- | -------- | -------------- | -------- | ------------- | ----- |
| SUI I   | Ivo Rüegg Cédric Grand             | 4 s 86 51 s 76 | 3        | 4 s 86 52 s 18 | 6        | 4 s 86 51 s 92 | 5        | 4 s 85 51 s 99 | 6        | 3 min 27 s 85 | 4     |
| SUI II  | Beat Hefti Thomas Lamparter        | WD             | WD       | WD             | WD       | WD             | WD       | WD             | WD       | WD            | WD    |
| SUI III | Daniel Schmid Jörg Egger           | WD             | WD       | WD             | WD       | WD             | WD       | WD             | WD       | WD            | WD    |

Bob à deux féminin
| Bob    | Athlètes (pilote listé en premier) | Manche 1       | Manche 1 | Manche 2       | Manche 2 | Manche 3       | Manche 3 | Manche 4       | Manche 4 | Total         | Total |
| Bob    | Athlètes (pilote listé en premier) | Temps          | Rang     | Temps          | Rang     | Temps          | Rang     | Temps          | Rang     | Temps         | Rang  |
| ------ | ---------------------------------- | -------------- | -------- | -------------- | -------- | -------------- | -------- | -------------- | -------- | ------------- | ----- |
| SUI I  | Sabina Hafner Caroline Spahni      | 5 s 32 54 s 18 | 13       | 5 s 31 54 s 70 | 17       | 5 s 30 53 s 87 | 13       | 5 s 32 54 s 09 | 12       | 3 min 36 s 84 | 12    |
| SUI II | Fabienne Meyer Hannelore Schenk    | 5 s 29 54 s 04 | 11       | 5 s 29 54 s 27 | 13       | 5 s 32 54 s 00 | 12       | 5 s 31 53 s 82 | 9        | 3 min 36 s 13 | 10    |

Bob à quatre
| Bob    | Athlètes (pilote listé en premier)                         | Manche 1       | Manche 1 | Manche 2       | Manche 2 | Manche 3  | Manche 3 | Manche 4  | Manche 4 | Total         | Total |
| Bob    | Athlètes (pilote listé en premier)                         | Temps          | Rang     | Temps          | Rang     | Temps     | Rang     | Temps     | Rang     | Temps         | Rang  |
| ------ | ---------------------------------------------------------- | -------------- | -------- | -------------- | -------- | --------- | -------- | --------- | -------- | ------------- | ----- |
| SUI I  | Ivo Rüegg Beat Hefti Thomas Lamparter Cédric Grand         | 4 s 76 51 s 31 | 8        | 4 s 71 51 s 13 | 4        | ? 51 s 70 | ?        | ? 51 s 57 | ?        | 3 min 25 s 71 | 6     |
| SUI II | Daniel Schmid Alex Baumann Christian Aebli Roman Handschin | WD             | WD       | WD             | WD       | WD        | WD       | WD        | WD       | WD            | WD    |

#### Curling

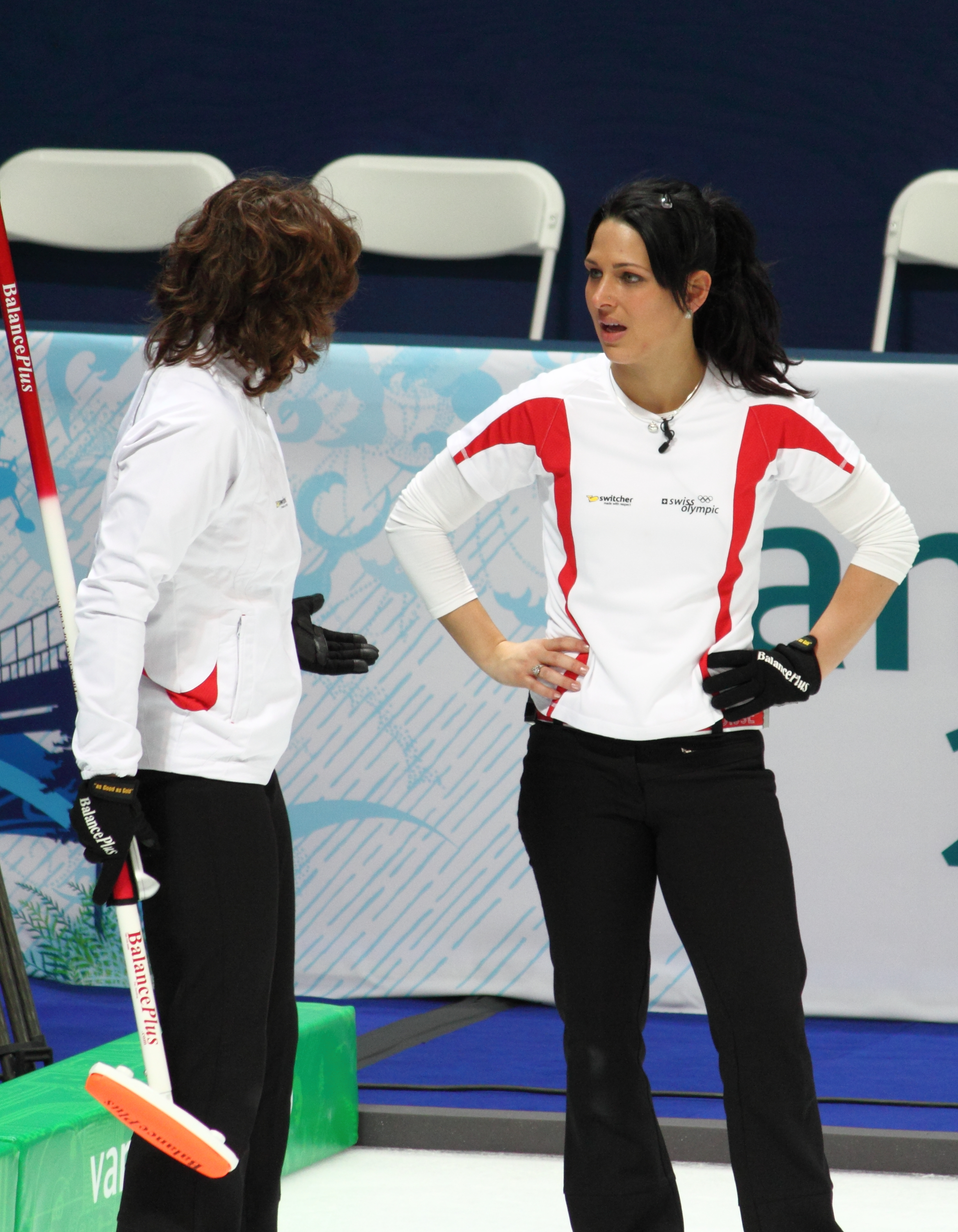
Mirjam Ott (gauche) et Carmen Schäfer lors des JO.

Équipe masculine
| Athlètes                                                         | 1er tour | 1er tour | 1er tour | 1er tour | 1er tour | 1er tour | 1er tour | 1er tour | 1er tour | 1/2 finale | Petite finale | Rang final         |
| Athlètes                                                         |          |          |          |          |          |          |          |          |          | NOR        | SWE           | Rang final         |
| ---------------------------------------------------------------- | -------- | -------- | -------- | -------- | -------- | -------- | -------- | -------- | -------- | ---------- | ------------- | ------------------ |
| Ralph Stöckli Jan Hauser Markus Eggler Simon Strübin Toni Müller | 6-5      | 7-6      | 4-3      | 4-7      | 6-7      | 9-5      | 4-6      | 7-3      | 6-2      | 5-7        | 5-4           | Médaille de bronze |

Équipe féminine
| Athlètes                                                          | 1er tour | 1er tour | 1er tour | 1er tour | 1er tour | 1er tour | 1er tour | 1er tour | 1er tour | 1/2 finale | Petite finale | Rang final |
| Athlètes                                                          |          |          |          |          |          |          |          |          |          | CAN        | CHN           | Rang final |
| ----------------------------------------------------------------- | -------- | -------- | -------- | -------- | -------- | -------- | -------- | -------- | -------- | ---------- | ------------- | ---------- |
| Mirjam Ott Carmen Schäfer Carmen Küng Janine Greiner Irene Schori | 4-5      | 7-8      | 6-8      | 8-5      | 8-7      | 10-6     | 10-4     | 4-2      | 10-3     | 5-6        | 6-12          | 4          |

#### Ski acrobatique

##### Saut
| Athlètes          | Épreuve | Qualification | Qualification | Qualification | Qualification | Qualification | Qualification | Finale          | Finale          | Finale          | Finale          | Finale          | Finale          |
| Athlètes          | Épreuve | Saut 1        | Rang          | Saut 2        | Rang          | Total         | Rang          | Saut 1          | Rang            | Saut 2          | Rang            | Total           | Rang            |
| ----------------- | ------- | ------------- | ------------- | ------------- | ------------- | ------------- | ------------- | --------------- | --------------- | --------------- | --------------- | --------------- | --------------- |
| Evelyne Leu       | Femmes  | 93,75         | 5             | 61,75         | 19            | 155,50        | 16            | Did not advance | Did not advance | Did not advance | Did not advance | Did not advance | Did not advance |
| Tanja Schärer     | Femmes  | 60,63         | 20            | 65,10         | 18            | 125,73        | 19            | Did not advance | Did not advance | Did not advance | Did not advance | Did not advance | Did not advance |
| Christian Hächler | Hommes  | 106,64        | 15            | 100,61        | 20            | 207,25        | 16            | Did not advance | Did not advance | Did not advance | Did not advance | Did not advance | Did not advance |
| Andreas Isoz      | Hommes  | 103,76        | 17            | 110,42        | 13            | 214,18        | 14            | Did not advance | Did not advance | Did not advance | Did not advance | Did not advance | Did not advance |
| Thomas Lambert    | Hommes  | 114,58        | 11            | 123,75        | 1             | 238,33        | 3 Q           | 93,66           | 11              | 117,24          | 10              | 210,90          | 12              |
| Renato Ulrich     | Hommes  | 81,86         | 23            | 118,55        | 5             | 200,41        | 18            | Did not advance | Did not advance | Did not advance | Did not advance | Did not advance | Did not advance |

##### Skicross
| Athlètes          | Épreuve | Qualifications | Qualifications | 1/8 finales | 1/4 finales | 1/2 finales | Finale   | Finale |
| Athlètes          | Épreuve | Temps          | Rang           | Position    | Position    | Position    | Position | Rang   |
| ----------------- | ------- | -------------- | -------------- | ----------- | ----------- | ----------- | -------- | ------ |
| Sanna Lüdi        | Femmes  | 1 min 32 s 87  | 35             |             |             |             |          | 35     |
| Katrin Müller     | Femmes  | 1 min 18 s 92  | 9 Q            | 4 DNF       |             |             |          | 18     |
| Emilie Serain     | Femmes  | WD             | WD             | WD          | WD          | WD          | WD       | WD     |
| Fanny Smith       | Femmes  | 1 min 17 s 38  | 3 Q            | 1 Q         | 2 Q         | 3           |          | 7      |
| Franziska Steffen | Femmes  | 1 min 22 s 32  | 29 Q           | 4 DNF       |             |             |          | 29     |
| Beni Hofer        | Hommes  | 1 min 16 s 18  | 31 Q           | 4           |             |             |          | 32     |
| Conradign Netzer  | Hommes  | 1 min 13 s 91  | 14 Q           | 3           |             |             |          | 20     |
| Michael Schmid    | Hommes  | 1 min 12 s 53  | 1 Q            | 1 Q         | 1 Q         | 1 Q         | 1 Q      |        |
| Richard Spalinger | Hommes  | 1 min 15 s 12  | 27 Q           | 2 Q         | 4           |             |          | 14     |

#### Hockey sur glace

##### Compétition masculine
Participants

###### Joueur de champs
| Numéro | Nom                    | Position  | Date de naissance | Équipe                   | PJ | B | A | Pts | PUN | Participation |
| ------ | ---------------------- | --------- | ----------------- | ------------------------ | -- | - | - | --- | --- | ------------- |
| 5      | Blindenbacher, Severin | Défenseur | 15 mars 1983      | Färjestads BK            | 5  | 1 | 1 | 2   | 4   | 2e            |
| 7      | Streit, Mark           | Défenseur | 11 décembre 1977  | Islanders de New York    | 5  | 0 | 3 | 3   | 0   | 3e            |
| 10     | Ambühl, Andres         | Attaquant | 14 septembre 1983 | Wolf Pack de Hartford    | 5  | 0 | 0 | 0   | 0   | 2e            |
| 14     | Wick, Roman            | Attaquant | 30 décembre 1985  | Kloten Flyers            | 5  | 2 | 3 | 5   | 2   | 1re           |
| 16     | Diaz, Rafael           | Défenseur | 9 janvier 1986    | EV Zoug                  | 5  | 0 | 0 | 0   | 4   | 1re           |
| 17     | Domenichelli, Hnat     | Attaquant | 16 février 1976   | HC Lugano                | 5  | 1 | 2 | 3   | 4   | 1re           |
| 18     | Déruns, Thomas         | Attaquant | 1er mars 1982     | Genève-Servette HC       | 5  | 0 | 0 | 0   | 0   | 1re           |
| 23     | Paterlini, Thierry     | Attaquant | 27 avril 1975     | Rapperswil-Jona Lakers   | 5  | 0 | 1 | 1   | 6   | 2e            |
| 25     | Monnet, Thibaut        | Attaquant | 2 février 1982    | ZSC Lions                | 5  | 0 | 1 | 1   | 0   | 1re           |
| 28     | Plüss, Martin          | Attaquant | 17 décembre 1977  | CP Berne                 | 5  | 0 | 3 | 3   | 0   | 3e            |
| 31     | Seger, Mathias         | Défenseur | 5 juin 1980       | ZSC Lions                | 5  | 0 | 2 | 2   | 4   | 3e            |
| 32     | Rüthemann, Ivo         | Attaquant | 12 décembre 1976  | CP Berne                 | 5  | 1 | 0 | 1   | 0   | 3e            |
| 35     | Jeannin, Sandy         | Attaquant | 28 février 1976   | Fribourg-Gottéron        | 5  | 0 | 1 | 1   | 2   | 3e            |
| 39     | Sannitz, Raffaele      | Attaquant | 18 mai 1983       | HC Lugano                | 5  | 1 | 1 | 2   | 8   | 1re           |
| 47     | Sbisa, Luca            | Défenseur | 30 janvier 1990   | Winter Hawks de Portland | 5  | 0 | 0 | 0   | 0   | 1re           |
| 54     | Furrer, Philippe       | Défenseur | 16 juin 1985      | CP Berne                 | 5  | 0 | 1 | 1   | 2   | 1re           |
| 67     | Lemm, Romano           | Attaquant | 25 juin 1984      | HC Lugano                | 5  | 2 | 0 | 2   | 2   | 2e            |
| 72     | von Gunten, Patrick    | Défenseur | 10 février 1985   | Kloten Flyers            | 5  | 1 | 0 | 1   | 0   | 1re           |
| 77     | Weber, Yannick         | Défenseur | 23 septembre 1988 | Bulldogs de Hamilton     | 5  | 0 | 0 | 0   | 6   | 1re           |
| 89     | Sprunger, Julien       | Attaquant | 4 janvier 1986    | Fribourg-Gottéron        | 5  | 2 | 0 | 2   | 2   | 1re           |

###### Gardiens de but
| Numéro | Nom             | Date de naissance | Équipe             | PJ | V  | D  | MIN | BC | MOY  | BL | A  | Pts | PUN | Participation |
| ------ | --------------- | ----------------- | ------------------ | -- | -- | -- | --- | -- | ---- | -- | -- | --- | --- | ------------- |
| 1      | Hiller, Jonas   | 12 février 1982   | Ducks d'Anaheim    | 5  | 2  | 3  | 316 | 13 | 2,47 | 0  | 0  | 0   | 0   | 1re           |
| 52     | Stephan, Tobias | 21 janvier 1984   | Genève-Servette HC | -- | -- | -- | --  | -- | --   | -- | -- | --  | --  | 1re           |
| 66     | Rüeger, Ronnie  | 26 février 1973   | Kloten Flyers      | -- | -- | -- | --  | -- | --   | -- | -- | --  | --  | 1re           |

##### Compétition féminine
Participantes
| Position | Nom                       | Taille | Poids | Naissance         | Lieu de naissance | Club 2009-2010          |
| -------- | ------------------------- | ------ | ----- | ----------------- | ----------------- | ----------------------- |
| G        | Sophie Anthamatten        | 172    | 74    | 26 juillet 1991   |                   | EHC Saastal             |
| G        | Florence Schelling        | 174    | 68    | 9 mars 1989       |                   | Northeastern University |
| G        | Dominique Slongo (en)     | 160    | 53    | 13 octobre 1988   |                   | EHC Brandis             |
| D        | Laura Benz                | 170    | 57    | 25 août 1992      |                   | EHC Winterthour féminin |
| D        | Angela Frautschi          | 169    | 73    | 5 juin 1987       |                   | ZSC Lions               |
| D        | Julia Marty               | 170    | 72    | 16 avril 1988     |                   | Northeastern University |
| D        | Lucrèce Nussbaum (en)     | 173    | 67    | 7 octobre 1986    |                   | St. Thomas University   |
| D        | Claudia Riechsteiner (en) | 168    | 65    | 3 janvier 1986    |                   | SC Reinach              |
| D        | Sandra Thalmann           | 162    | 66    | 18 décembre 1992  |                   | EHC Basel               |
| D        | Stefanie Wyss (en)        | 164    | 62    | 19 octobre 1985   |                   | EV Bomo Thun            |
| F        | Sara Benz                 | 163    | 54    | 25 août 1992      |                   | EHC Winterthour féminin |
| F        | Nicole Bullo              | 160    | 54    | 18 juillet 1987   |                   | HC Lugano               |
| F        | Melanie Häfliger (en)     | 160    | 52    | 29 septembre 1982 |                   | SC Reinach              |
| F        | Kathrin Lehmann           | 172    | 70    | 27 février 1980   |                   | AIK Solna               |
| F        | Darcia Leimgruber (en)    | 162    | 62    | 19 mai 1989       |                   | University of Maine     |
| F        | Stefanie Marty            | 168    | 70    | 16 avril 1988     |                   | Syracuse University     |
| F        | Christine Meier (en)      | 169    | 68    | 24 mai 1986       |                   | ZSC Lions               |
| F        | Katrin Nabholz            | 167    | 57    | 3 avril 1986      |                   | ZSC Lions               |
| F        | Laura Ruhnke (en)         | 172    | 72    | 25 décembre 1983  |                   | ZSC Lions               |
| F        | Anja Stiefel              | 160    | 56    | 9 août 1990       |                   | SC Reinach              |
| F        | Sabrina Zollinger (en)    | 162    | 65    | 27 mars 1993      |                   | EHC Winterthour féminin |

#### Luge
| Athlète        | Épreuve       | Manche 1 | Manche 2 | Manche 3 | Manche 4 | Total          | Rang |
| -------------- | ------------- | -------- | -------- | -------- | -------- | -------------- | ---- |
| Martina Kocher | Simple femmes | 42 s 005 | 41 s 697 | 41 s 976 | 41 s 897 | 2 min 47 s 575 | 7    |
| Stefan Höhener | Simple hommes | 48 s 728 | 53 s 838 | 49 s 559 | 48 s 713 | 3 min 20 s 838 | 32   |

#### Skeleton
Femmes
| Athlète       | Manche 1 | Manche 2 | Manche 3 | Manche 4 | Total         | Rang |
| ------------- | -------- | -------- | -------- | -------- | ------------- | ---- |
| Maya Pedersen | 54 s 53  | 54 s 83  | 54 s 24  | 53 s 91  | 3 min 37 s 51 | 9    |

Hommes
| Athlète       | Manche 1 | Manche 2 | Manche 3 | Manche 4 | Total         | Rang |
| ------------- | -------- | -------- | -------- | -------- | ------------- | ---- |
| Pascal Oswald | 53 s 77  | 53 s 68  | 53 s 00  | 53 s 30  | 3 min 33 s 75 | 16   |

#### Saut à ski

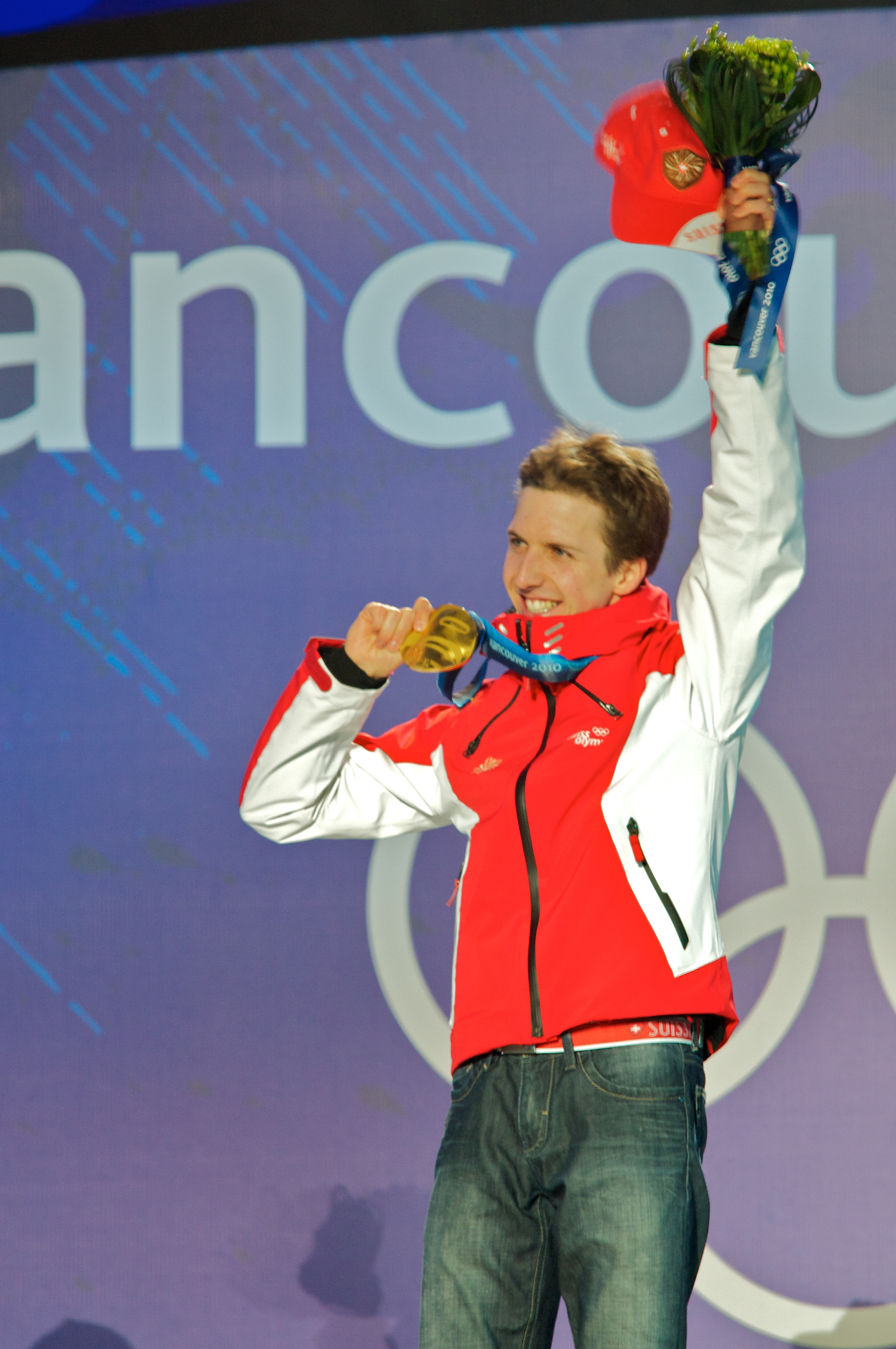
Simon Ammann et sa médaille d'or.

| Athlète        | Épreuve        | Qualifications | Qualifications | Premier tour | Premier tour | Finale | Finale | Finale |
| Athlète        | Épreuve        | Points         | Rang           | Points       | Rang         | Points | Total  | Rang   |
| -------------- | -------------- | -------------- | -------------- | ------------ | ------------ | ------ | ------ | ------ |
| Simon Ammann   | Petit tremplin | 0,0            | PQ             | 135,5        | 1 Q          | 141,0  | 276,5  |        |
| Simon Ammann   | Grand tremplin | 0,0            | PQ             | 144,7        | 1 Q          | 138,0  | 283,6  |        |
| Andreas Küttel | Petit tremplin | 120,5          | 23 Q           | 110,0        | 35           | NQ     | NQ     | NQ     |
| Andreas Küttel | Grandtremplin  | 122,5          | 20 Q           | 105,2        | 22 Q         | 119,0  | 204,9  | 24     |

#### Snowboard

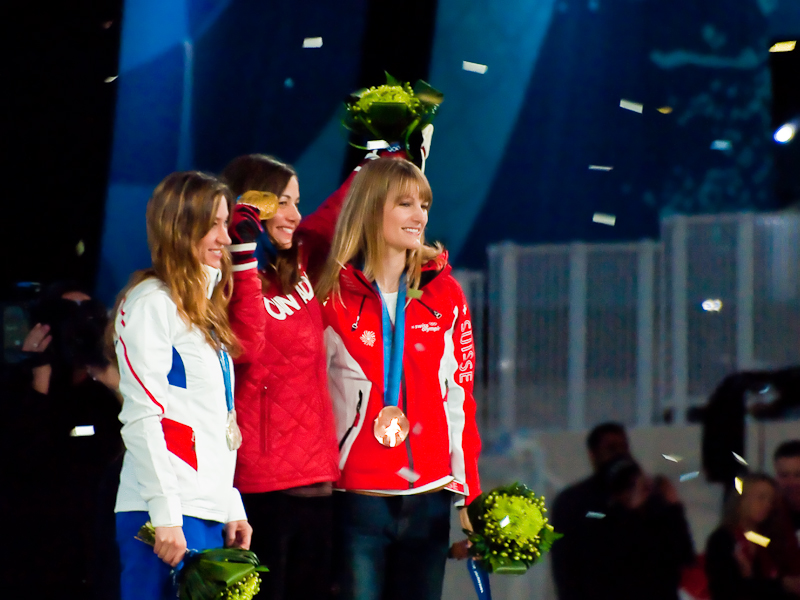
Olivia Nobs (droite) aux JO 2010.

Halfpipe
| Athlète             | Épreuve | Qualif 1 | Qualif 1 | Qualif 2 | Qualif 2 | 1/2 finale      | 1/2 finale      | Finale          | Finale          | Finale          |
| Athlète             | Épreuve | Points   | Rang     | Points   | Rang     | Points          | Rang            | Run 1           | Run 2           | Rang            |
| ------------------- | ------- | -------- | -------- | -------- | -------- | --------------- | --------------- | --------------- | --------------- | --------------- |
| Sergio Berger       | Hommes  | 7,3      | 37       | 26,2     | 20       | Did not advance | Did not advance | Did not advance | Did not advance | Did not advance |
| Christian Haller    | Hommes  | 8,8      | 35       | 16,0     | 31       | Did not advance | Did not advance | Did not advance | Did not advance | Did not advance |
| Markus Keller       | Hommes  | 13,6     | 26       | 20,4     | 23       | Did not advance | Did not advance | Did not advance | Did not advance | Did not advance |
| Iouri Podladtchikov | Hommes  | 36,3     | 6        | 41,4     | 5        | PQ              | PQ              | 42,4            | 17,6            | 4               |
| Ursina Haller       | Femmes  | 28,3     | 13       | 31,9     | 11       | 35,4            | 6               | 27,9            | 18,1            | 9               |
| Manuela Pesko       | Femmes  | 12,2     | 25       | 17,5     | 22       | Did not advance | Did not advance | Did not advance | Did not advance | Did not advance |

Slalom géant parallèle
| Athlète             | Épreuve | Qualification | Qualification | 1/16     | 1/16  | 1/4      | 1/4   | 1/2      | 1/2   | Finale   | Finale | Finale |
| Athlète             | Épreuve | Temps         | Rang          | Opponent | Temps | Opponent | Temps | Opponent | Temps | Opponent | Temps  | Rang   |
| ------------------- | ------- | ------------- | ------------- | -------- | ----- | -------- | ----- | -------- | ----- | -------- | ------ | ------ |
| Nevin Galmarini     | Hommes  | 1 min 18 s 86 | 17            | DNQ      | DNQ   | DNQ      | DNQ   | DNQ      | DNQ   | DNQ      | DNQ    | DNQ    |
| Roland Haldi        | Hommes  | 1 min 19 s 51 | 20            | DNQ      | DNQ   | DNQ      | DNQ   | DNQ      | DNQ   | DNQ      | DNQ    | DNQ    |
| Mark Iselin         | Hommes  | 1 min 19 s 16 | 19            | DNQ      | DNQ   | DNQ      | DNQ   | DNQ      | DNQ   | DNQ      | DNQ    | DNQ    |
| Simon Schoch        | Hommes  | 1 min 16 s 95 | 3 Q           |          |       |          |       |          |       |          |        |        |
| Fränzi Mägert-Kohli | Femmes  | 1 min 50 s 76 | 28            | DNQ      | DNQ   | DNQ      | DNQ   | DNQ      | DNQ   | DNQ      | DNQ    | DNQ    |

Cross
| Athlète        | Épreuve | Qualification | Qualification | 1/4 finale | 1/2 finale | Finale   | Finale     |
| Athlète        | Épreuve | Temps         | Rang          | Position   | Position   | Position | Rang final |
| -------------- | ------- | ------------- | ------------- | ---------- | ---------- | -------- | ---------- |
| Fabio Caduff   | Hommes  | 1 min 22 s 78 | 16 Q          | 2 Q        | 3          |          | 13         |
| Mellie Francon | Femmes  | 1 min 24 s 43 | 1 Q           | 1 Q        | 4          | 3        | 7          |
| Sandra Frei    | Femmes  | 1 min 29 s 46 | 4 Q           | 4          |            |          | 11         |
| Simona Meiler  | Femmes  | 1 min 27 s 94 | 9 Q           | 3          |            |          | 9          |
| Olivia Nobs    | Femmes  | 1 min 26 s 25 | 4 Q           | 1 Q        | 1 Q        | 3        |            |

## Diffusion des Jeux en Suisse
Les Suisses peuvent suivre les épreuves olympiques sur les chaînes de la Société suisse de radiodiffusion et télévision (SRG-SSR), ainsi que sur le câble et le satellite sur Eurosport. La Televisione svizzera di lingua italiana (TSI), Schweizer Fernsehen (SF), la Télévision suisse romande (TSR), Eurosport et Eurovision permettent d'assurer la couverture médiatique suisse sur Internet.